# 外室
外室又称外妇、别室、别妇:32、别宅妇:67、外宅妇:33是中国社会奉行一夫一妻多妾制背景下，男性在家庭之外，供养、同居的女性。通常是单身女性，在法律上无配偶身份，类似当代所称情妇。有当代研究者将之视为姬侍的一类:32。
自秦汉起，中国实行全国性的户籍制度。男性与妻妾、子女，及其他家属通常登记在一个户籍之下。而他的外室和其所生的子女，则有不与他的家庭同居共籍的特征:6。魏晋时，男性供养外室成为常见现象，唐朝时盛行，宋朝之后成为公开合法的现象:31。

## 历史
汉朝文献记有外妻、小妻一类名词。外妻一词，最早可追溯至春秋时期，是男子在外地为官时所娶的妾。当代研究者认为秦汉时的外妻、小妻一类，不是后世认知的外室。最早外室称为“外妇”，即《史记·卷五十二》所记，刘肥“其母外妇也，曰曹氏”。《汉书》顏師古注曰：“谓与旁通者”:32。
魏晋时，士族门阀制度形成。权贵、 官员等身份的男性在家庭之外，供养外室成为常见的现象:33。唐朝社会，男性供养外室形成风气:67。多称外室为别宅妇、外宅妇。当代研究者总结，当时外室有“居于他宅、不与主妻同居、不合法”三个特点:61。中国古代家庭嫡庶分明，妻妾地位悬殊。居于外宅的姬妾“上无主妇管束，下有群仆侍候”，成为一家之主，“这是宗法制的维护者无论如何都不能接受的”。唐朝政府开始把权贵、官员偷娶外室的行为定义为通奸，而加以禁止:33。唐玄宗时，曾多次下诏禁止置“别宅妇”，并将官员的“别宅妇”没入宫廷，以示惩戒:67。在张庭珪请求下，唐玄宗放宽政策，不再将“外宅妇”没入宫廷，而是择人另嫁:34。唐前期，外室多是“良家士女”出身，中唐以后，多是“妓人”、“倡家”，即歌妓、乐工、婢女一类出身，或称为“别第妓人”:62。
宋朝以后，外室由隐密变为公开，由不合法变为合法:34。明清时期，常见外出经商的商人在行商之处，以娶妻之名另立家室，是谓“两头大”。此类外室，被视为妾室。虽非明清法律许可，但现实中，经过人为美化后，与丈夫原配家庭具有“‘平等性’的地位”:45—46。

## 所生子女
外室所生子女，即别宅子、别室子，与奸生子身份重叠:5—6。